# Max Kalbeck
Max Kalbeck (Breslau, 4 de gener de 1850 – Viena, 4 de maig de 1921) fou un crític musical, poeta i escriptor alemany.
Encara molt jove publicà algunes poesies, i després estudià Dret, que abandonà per la filosofia, dedicant-se, per fi, a la música. El 1875 entrà com a crític musical de la Schlesische Zeitung, sent nomenat al mateix temps director auxiliar del Museu de Breslau. El 1880 fou cridat a la redacció de la Wiener Allgemeine Zeitung, d'on passà el 1883 a la Presse, a la Wiener Montagys-Revue el 1890, i al Neues Wiener Tageblatt el 1895. A part de gran nombre d'estudis crítics sobre diverses obres i autors de nombroses traduccions de llibrets d'òpera, se li deu:
- Gereimtes und Ungereimtes (1885);
- Wiener Opernabende (1885);
- Opernabende (1888);
- Das Bühnenfespiel zu Bayreuth; Humoresken und Phantasien (1896), i, sobretot, la seva important Johannes Brahms (6 vol., 1908-14), la Correspondència de la qual també publicà el 1906.

A més, és autor, de llibres d'opereta, als que hi posaren música, entre d'altres Johann Strauss, Fielitz, Caro i Ede Poldini, i de nous texts per Bastien und Bastienne i La finta giardiniera de Mozart, i Maien König de Gluck.
Finalment va publicar les col·leccions de poesies:
- Aus Natur und Leben (1870);
- Neue Dichtüngen (1872);
- Wintergrün (872);
- Nöchte (1877);
- Zur Dämmerzeit (1880);
- Aus alter und neuer Zeit (1890).